# Eamon Morrissey
Eamon Morrissey (nacido el 25 de enero de 1943) es un actor irlandés, más conocido por sus actuaciones cómicas en el teatro y la televisión. Actualmente interpreta a Cass Cassidy en Fair City.

## Primeros años
Morrissey, hijo único, nació en Dublín y creció en el suburbio de Ranelagh. Sus padres fomentaron su temprano interés por la interpretación escénica y obtuvo varias medallas por sus recitales en el Feis Ceoil. Cuando aún era un adolescente y era alumno de Synge Street CBS, Morrissey trabajó a tiempo parcial como director de escena en varios teatros de Dublín. Dejó la escuela antes de obtener el Leaving Certificate para intentar actuar en Londres. Después de pasar varios años allí haciendo trabajos ocasionales, fue elegido para el papel de Ned, el emigrante, en el estreno mundial de 1964 de Philadelphia, Here I Come!, de Brian Friel.

## Carrera

### Teatro
Philadelphia, Here I Come! más tarde se convirtió en un gran éxito en Broadway y Morrissey disfrutó de una larga estancia en los Estados Unidos como miembro del elenco. En julio de 1967, se estrenó otra obra de Friel, Lovers, en el Gate Theatre de Dublín con Morrissey en el papel principal de Joe.
En 1974, Morrissey adaptó los escritos satíricos de Brian O'Nolan en un exitoso espectáculo individual titulado The Brother. En su actuación en solitario de dos horas, Morrissey interpreta a un "filósofo de pub que bebe cerveza y se hurga la nariz con soluciones ingeniosas a los problemas del mundo". The Brother sigue siendo un éxito duradero entre el público de todo el mundo. Morrissey pasó a crear dos obras unipersonales más, Patrick Gulliver, basado en las obras de Jonathan Swift, y Joycemen, que presenta varios personajes del Ulises de James Joyce.

### Televisión
En 1977, Morrissey ganó un Jacob's Award por sus actuaciones en la serie de televisión satírica de larga duración de Frank Hall, Hall's Pictorial Weekly. Cada semana aparecía como una variedad de personajes grotescos, entre los que destaca The Minister for Hardship (basado en el entonces Ministro de Finanzas, Richie Ryan). Dos décadas más tarde, apareció como el padre Derek Beeching en "Speed 3", un episodio de lacomedia Father Ted de Channel 4.
En 2009, Morrissey regresó a la televisión irlandesa en horario de máxima audiencia como Cass Cassidy en la telenovela de RTÉ One, Fair City. En 2011, Morrissey estuvo entre los nominados a Mejor Actor de Reparto en los Premios anuales de Cine y Televisión Irlandeses (IFTA) por su papel en Fair City.

### Películas
La aparición cinematográfica más importante de Morrissey hasta la fecha se produjo en 1986, cuando asumió el papel central de Arthur en Eat the Peach, de Peter Ormrod.
En 1998 apareció en la película This Is My Father, interpretando al padre Mooney.
En 2019 apareció en la película Extra Ordinary como el Sr. Daly.